# Trzej muszkieterowie (film 2011)
Trzej muszkieterowie (ang. The Three Musketeers) – amerykańsko-niemiecko-francusko-brytyjski film przygodowy z 2011 roku w reżyserii Paula W.S. Andersona, zrealizowany w technice 3D. Kolejna ekranizacja powieści Aleksandra Dumasa. Premiera odbyła się 21 października 2011 roku.
Zdjęcia kręcono w Bawarii, m.in. w Monachium, w pałacach Schleißheim i Herrenchiemsee, w Bambergu, Burghausen, w pałacu Weißenstein w Pommersfelden oraz w Würzburgu.

## Obsada
- Logan Lerman – D’Artagnan
- Milla Jovovich – Milady De Winter
- Ray Stevenson – Porthos
- Luke Evans – Aramis
- Matthew Macfadyen – Athos
- Juno Temple – Królowa Anna
- Orlando Bloom – Książę Buckingham
- Christoph Waltz – Kardynał Richelieu
- Mads Mikkelsen – Rochefort